# Eyckendal
Eyckendal is een boerderij aan de Jachthuislaan 68 in Soest. 
De gevelsteen in de voorgevel geeft het bouwjaar 1640 aan. Op een andere gevelsteen staat het wapen van de familie Hooft: het hoofd van een man. De familie Hooft bezat de kleine buitenplaats Eyckendal, ten zuiden van het huidige Soestdijk. Johan Hooft verkocht in 1674 het gebouw aan koning-stadhouder Willem III, waarna Eyckendal aan het domein Soestdijk werd gevoegd. De oude hofstede Eykendal werd nog een tijd bewoond door de jachtmeester maar werd ten slotte afgebroken. Er is niets van bewaard gebleven. In de later gebouwde huidige boerderij Eyckendal zijn de oude gevelstenen van de hofstede opgenomen. Het object is een lage woning met topgevels en bevat kruisvensters en halve luiken. In 1992 verwoestte een grote brand veel van de originele elementen. 
Het tracé van de Utrechtseweg ten zuiden van Eyckendal is nog te herkennen door de beukenrij vanaf de Biltseweg naar de Jachthuislaan. Bij de woning staat de Veenhuizertol op nummer 70.